# 町田市立南第四小学校
町田市立南第四小学校（まちだしりつみなみだいよんしょうがっこう）は、東京都町田市金森東三丁目にある公立の小学校である。略称は「南四小」（みなみよんしょう）最寄り駅の成瀬駅からは徒歩十分。

## 沿革
- 1967年（昭和42年）	町田市立南第三小学校金森分校開校
- 1968年（昭和43年）	町田市立南第四小学校開校
- 1969年（昭和44年）	校旗、校章制定、校歌制定、プール完成
- 1970年（昭和45年）	町田市研究協力校発表（算数）
- 1974年（昭和49年）	なかよし学級開級
- 1975年（昭和50年）	新設小川小へ77名転出
- 1978年（昭和53年）	十周年記念式典・祝賀会
- 1984年（昭和59年）	市研究奨励校研究発表
- 1987年（昭和62年）	二十周年記念式典・祝賀会
- 1991年（平成3年）	才能開発実践教育賞受賞
- 1991年（平成4年）	文部省勤労生産学習研究推進校指定
  - 文部省勤労生産学習研究推進校実践報告会
- 1997年（平成9年）	三十周年記念子どもまつり・祝賀会
- 2000年（平成12年）	障がい学級パソコンモデル校
- 2003年（平成14年）	給食室改修工事
- 2005年（平成17年）	町田市研究奨励校指定
- 2007年（平成19年）	四十周年記念式典・祝賀会
- 2009年（平成21年）	 小中一貫教育地域型モデル校
- 2010年（平成22年）	校庭芝生化開始
- 2012年（平成24年）	東京都小学校体育研究会研究発表
- 2013年（平成25年）	東京都スポーツ教育推進校
  - 全国学校体育研究大会東京大会授業発表校
  - 全国学校体育優良校
  - 東京都子供の体力向上推進優良校
  - 万引き防止普及・啓発による表彰（東京都）
- 2014年（平成26年）	オリンピック教育推進校（東京都）
- 2015年（平成27年）	オリンピック・パラリンピック教育推進校（東京都）
  - コオーディネーショントレーニング実践研究校（東京都）
  - オリンピック・パラリンピック先進研究校（町田市）
  - 東京都小学校教職員バレーボール大会優勝
- 2016年（平成28年）	オリンピック・パラリンピック教育推進校（東京都）
  - アクティブライフ研究実践校（東京都
  - 体力向上フロンティア校（町田市）
- 2017年（平成29年）	オリンピック・パラリンピック教育アワード校（東京都）
  - アクティブライフ研究実践校（東京都）
  - 体力向上フロンティア校（町田市）
  - 五十周年記念式典・祝賀会
- 2018年（平成30年）	オリンピック・パラリンピック教育アワード校（東京都）
  - アクティブライフ研究実践校（東京都）
  - 体力向上フロンティア校（町田市）
  - 上記指定研究発表会
- 2019年（令和元年）	体力向上優良校（東京都）
- 2022年（令和4年）	五十五周年記念運動会・展覧会

## 著名な出身者
- 内山由綺 - 元体操選手

## 学校行事
- 運動会 - 毎年5月に開催。
- 学芸会・展覧会 - 毎年11月に開催。

## 近隣の学校
主な近隣の小学校
町田市立南第二小学校
町田市立南第三小学校
町田市立高ヶ坂小学校
町田市立小川小学校
主な進学中学校
町田市立南中学校
主な近隣の高等学校
東京都立成瀬高等学校
東京都立小川高等学校